# Band-Maid
Band-Maid este o trupă japoneză de hard rock formată în anul 2013. Cântăreața Miku Kobato (de fapt Mika Noguchi) a lucrat într-o cafenea de serviciu. Viziunea ei a fost să juxtapună imaginile fundamental diferite ale servitoarelor și ale muzicii rock. Printr-o căutare pe internet, ea l-a recrutat pe chitaristul principal Kanami Tōno, care anterior fusese cântăreț și compozitor, și l-a adus pe Akane Hirose să cânte la tobe. Hirose a sugerat ca basist pe MISA, pe care Hirose o cunoștea prin școala de muzică. Saiki Atsumi a fost integrat în trupă printr-un casting. Deoarece Kobato a acționat acum doar ca o cântăreață de fundal, ea a învățat să cânte la chitara ritmică.
În ianuarie 2014, primul mini-album al grupului, Maid, a fost lansat în Japonia. În noiembrie 2015 a urmat lansarea celui de-al doilea mini-album New Beginning. În octombrie și noiembrie 2016, trupa a cântat primul turneu mondial, care a inclus Hong Kong, Mexic și șase țări europene. Albumul de debut Just Bring It a fost lansat în ianuarie 2017, precedat de single-ul YOLO lansat în noiembrie anul precedent. În februarie 2018, a fost lansat cel de-al doilea album al grupului, World Domination, care a fost promovat cu un turneu în aprilie. În septembrie 2020, a fost anunțat că trupa va lansa un nou album în ianuarie 2021. Single-ul Different va fi lansat în decembrie 2020.
În timpul blocării corona, trupa a făcut mai multe spectacole live prin serviciul de streaming Zaiko. Extrase din ea au fost lansate ca videoclipuri muzicale. În ianuarie 2021, albumul Unseen World a fost prezentat cu o astfel de performanță în streaming.
Performanța trupei se bazează pe serviciul din cafenelele de serviciu japoneze. În interviuri, muzicienii au explicat că conceptul a venit de la fondatorul trupei Miku Kobato, care a lucrat la Noodol Cafe din Akihabara înainte de cariera ei muzicală. Acest concept este întărit de trupa referindu-se la fanii lor bărbați ca Masters, fanii feminini drept Prințese și concertele lor ca Servings. Aspectul supus al muzicienilor ar trebui privit ca un contrast cu stilul rock agresiv.
În ianuarie 2021, lutierul Zemaitis Guitars a lansat o chitară semnătură pentru chitaristul ritmic Miku Kobato sub numele „Flappy Pigeon”. Chitara a fost vândută în număr mic și a primit numărul de produs 38 10 (39), care în japoneză se pronunță „ko ba to”, adică numele chitaristului. Chitara a fost promovată cu un videoclip al unui turneu al companiei din Kobato. În noiembrie 2024, chitaristul Kanami Tōno a devenit primul muzician japonez care a primit o chitară semnătură de la PRS Guitars.

## Membri
Membri actuali
- Miku Kobato – chitară, vocal (2013–prezent)
- Kanami Tōno – chitară (2013–prezent)
- Akane Hirose – baterie (2013–prezent)
- MISA – bas (2013–prezent)
- Saiki Atsumi – vocal (2013–prezent)

## Discografie

### Albume de studio
- Maid in Japan (2014)
- New Beginning (2015)
- Brand New Maid (2016)
- Just Bring It (2017)
- World Domination (2018)
- Conqueror (2019)
- Unseen World (2021)
- Epic Narratives (2024)

### Single-uri
- Ai to Jōnetsu no Matador (2014)
- YOLO (2016)
- Daydreaming/Choose Me (2017)
- Start Over (2018)
- Glory (2019)
- Bubble (2019)
- Different (2020)
- Sense (2021)